# Auryna
Auryna, kwas rozolowy, koralina – organiczny związek chemiczny, syntetyczny barwnik triarylometanowy, stosowany jako barwnik w analizie chemicznej.
Odkryty przez chemika niemieckiego F.F. Rungego (1795–1867). Znajduje się w smole pogazowej. Używany między innymi do wykrywania sody w mleku (dodanie sody do mleka hamuje rozwój bakterii kwasu mlekowego); Używany też w kolorystyce jako żółty barwnik.